# 手塚祐太
手塚 祐太（てづか ゆうた、Tezuka Yuuta、6月12日 - ）とは、日本のソングライター、編曲家。「テヅカ」「手塚祐太」の名義を使って活動している。愛知県在住。血液型はO型。

## 略歴
2012年頃から動画サイト等にて楽曲を発表しており、ギターサウンドに8bit音源を載せる作風が多かった。2015年には、自身が制作したVOCALOID曲「トオリヨ」がVOCALOID殿堂入りし、音楽ゲーム「太鼓の達人」にて配信されている。2017年に入ってから音楽ゲーム等に楽曲提供を積極的に行っている。現在はアニメソングも手掛け音楽ゲーム、RPGへの楽曲提供、宣伝BGMの制作も行っている。

## 楽曲提供

### アニメソング
鹿楓堂よついろ日和主題歌
- 出口陽
  - 桜色クリシェ（作曲）

### 音楽ゲーム
SOUND VOLTEX
- 水槽のクジラ
- 僕らの時間
- 私の恋色。

jubeat
- 水槽のクジラ

太鼓の達人
- もしもし神様
- トオリヨ

Dynamix
- The Clockwork Doll

SEVEN's CODE
- 天使病の少年
- The Disease Called Gossip

Muse Dash
ニニ -邇々-
Arcaea
- テヅカ x Aoi feat.桃雛なの - Small Cloud Sugar Candy

maimai
- 群青シグナル!

Dynamix
- テヅカ x Aoi   Sunset Toybox feat. 桃雛なの

TAKUMI³
- テヅカ x Aoi   Sunset Toybox feat. 桃雛なの

オンゲキ
- ニニ -邇々-

### コンピレーションアルバム
v flower 2ndアルバム「一期一会」
- 虹色サイダー